# M (film, 2018)
Pour les articles homonymes, voir M.
Pour plus de détails, voir Fiche technique et Distribution.
M est un film documentaire français, réalisé par Yolande Zauberman, produit par Charles Gillibert, Fabrice Bigio et Yolande Zauberman, et distribué en France par New Story. Il est sorti sur les écrans français le 20 mars 2019.

## Synopsis
Menahem Lang, 35 ans, acteur, revient dans sa communauté dans la ville de Bnei Brak, quartier ultra-orthodoxe de la banlieue de Tel Aviv, qu'il a quittée, sous la menace, à l'âge de vingt ans, pour Tel Aviv. Il y a été pendant près de 15 ans un gentil garçon, excellent chantre, et abusé sexuellement. Il y revient, quinze ans après son départ, à la recherche de ses agresseurs, principalement un rabbin, surtout pour une réconciliation. Il y rencontre divers hommes qui ont également été abusés, et ont également abusé, et qui s'inquiètent de leur sexualité. Il finit par y retrouver sa famille, et sa communauté, dans la douleur et dans la joie.

## Fiche technique
- Réalisatrice : Yolande Zauberman
- Son : Selim Nassib
- Assistant : Alexander Yakovlev
- Assistant : Stefano Leone
- Montage image : Raphaël Lefèvre
- Montage son : Philippe Deschamps, Xavier Thieulin[2]
- Mixage : Xavier Thieulin
- Étalonnage : Yov Moor[3]
- Producteurs : Charles Gillibert "CG-Cinema", Fabrice Bigio "Phobics"[4], Yolande Zauberman
- Durée : 106 minutes

## Distribution
- Menahem Lang[1]

## Réception
Les diverses récompenses témoignent de l'intérêt suscité, à la fois par le thème pédophilie en milieu religieux juif ultra-orthodoxe, le traitement et l'approche (rare) de cette communauté (Neturei Karta),,,, la plupart du temps en yiddish. 

« Le viol est le lot de tout monde clos, religieux ou non »

— Yolande Zauberman,,

## Publication
Yolande Zauberman et Selim Nassib signent également le livre L'Histoire de M, aux éditions du Seuil, en mars 2019  (ISBN 978-2-02138006-4).

## Distinction

### Récompenses
- 2018 
  - Locarno Festival : Prix spécial du jury
  - Festival international du film francophone de Namur 2018 : Bayard d'or du meilleur film
  - Festival du film de Hambourg : Mention spéciale du jury
  - Festival de cinéma européen de Séville (es) : Prix de la meilleure réalisation
  - Bruxelles, Festival Cinéma méditerranéen[13] : Grand prix de la francophonie
  - Festival du film de Londres (London Film Week) : Prix du jury
- 2020
  - Prix Lumières de la presse internationale : Meilleur documentaire
  - 45e cérémonie des César : Meilleur film documentaire